# Jan Delay
Jan Phillip Eißfeldt, más conocido como Jan Delay (Hamburgo, 25 de agosto de 1976), es un cantante, compositor y productor Alemán cuya gama estilística incluye principalmente hip hop, reggae y funk. Comenzó su carrera musical siendo parte de grupos como Beginner y La Boom. Realizó una presentación en la final del Festival de la Canción de Eurovisión 2011, celebrado en Düsseldorf, Alemania, donde interpretó junto a su grupo la canción "Disko No.1".

## Biografía
Jan Phillip Eißfeldt nació en Hamburgo, Alemania el 25 de agosto de 1976. Trabajó en el Helene-Lange-Gymnasium (en Alemania), una escuela secundaria bilingüe desde 1986 hasta 1995. En los años 1990, comenzó su carrera artística al pertenecer al grupo de hip hop Beginner. Su seudónimo artístico hace referencia a Young Deenay, un rapero de origen alemán.

## Discografía

### Álbumes de estudio
- Searching for the Jan Soul Rebels (2001)
- Mercedes-Dance (2006)
- Wir Kinder vom Bahnhof Soul (2009)

### Álbumes en vivo
- Mercedes-Dance Live (2007)
- Live! Wir Kinder vom Bahnhof Soul (2010)

### Sencillos
- 1999 - "Irgendwie, irgendwo, irgendwann" — (versión de la canción del mismo nombre de Nena)
- 2001 - "Ich möchte nicht, dass ihr meine Lieder singt"
- 2001 - "Vergiftet"
- 2002 - "Die Welt steht still" (Sam Ragga Band con Jan Delay)
- 2006 - "Klar"
- 2006 - "Für immer und dich"
- 2007 - "Feuer"
- 2007 - "Im Arsch" (con Udo Lindenberg)
- 2007 - "Türlich, Türlich" / Word up
- 2008 - "Ganz anders" (con Udo Lindenberg)
- 2009 - "Oh Jonny"
- 2009 - "Disko"